# Bobb'e J. Thompson
Bobb'e J. Thompson (Kansas City (Missouri), 28 februari 1996) is een Amerikaans acteur, rapper en komiek.

## Carrière
Thompson begon in 2002 als jeugdacteur met acteren in de televisieserie My Wife and Kids, waarna hij nog meerdere rollen speelde in televisieseries en films. Zo heeft hij gespeeld in onder andere The Tracy Morgan Show (2003-2004), That's So Raven (2004-2006), Knucklehead (2010) en Me and Earl and the Dying Girl (2015). Thompson werd in 2004 genomineerd voor een Young Artist Award voor zijn rol in de televisieserie The Tracy Morgan Show, in 2009 werd hij genomineerd voor een MTV Movie Awards voor zijn rol in de film Role Models.
Thompson rapte op vijfjarige leeftijd het lied Bow Wow (That's My Name) van de rapper Bow Wow op een televisieshow, deze video verscheen op YouTube en werd al meer dan 3 miljoen keer bekeken.

## Filmografie

### Films
Uitgezonderd korte films.
- 2021 Miracles Across 125th Street - als Lil Vamp
- 2021 A Rich Christmas - als Big White Mike
- 2015 Me and Earl and the Dying Girl - als Derrick
- 2014 School Dance - als Jason Jackson
- 2010 Knucklehead - als Mad Milton
- 2010 Nic & Tristan Go Mega Dega - als Fiasco
- 2010 Snowmen - als Howard Garvey
- 2009 Cloudy with a Chance of Meatballs - als Cal Devereaux (stem)
- 2009 Imagine That - als Fo Fo Figgley jongen
- 2009 Land of the Lost - als Tar Pits jongen
- 2008 Role Models - als Ronnie
- 2008 Columbus Day - als Antoine
- 2008 Of Boys and Men - als Little D
- 2007 Fred Claus - als Samuel 'Slam' Gibbons
- 2006 Behind the Camera: The Unauthorized Story of 'Diff'rent Strokes' - als Gary Coleman
- 2006 Idlewild - als jonge Rooster
- 2006 Brother Bear 2 - als stem
- 2006 Full Clip - als Stokley
- 2004 Snow - als Hector
- 2004 Cellular - als Lil Rapper
- 2004 Shark Tale - als kleintje (stem)
- 2004 My Baby's Daddy - als Tupac

### Televisieseries
Uitgezonderd eenmalige gastrollen.
- 2011-2012 House of Payne - als DeShawn - 2 afl.
- 2011 For Better or Worse - als M.J. Williams - 6 afl.
- 2008-2009 30 Rock - als Tracy jr. - 3 afl.
- 2007-2008 Human Giant - als Bobb'e J - 4 afl.
- 2007-2008 Shutterbugs - als Bobb'e J - 4 afl.
- 2007 Just Jordan - als Goose Dawkins - 2 afl.
- 2004-2006 That's So Raven - als Stanley - 10 afl.
- 2003-2004 The Tracy Morgan Show - als Jimmy Mitchell - 18 afl.

- Library of Congress Control Number: no2010003742
- Virtual International Authority File: 106857127
- WorldCat: E39PBJjxvqtb3y6mwmjMWDfTHC